# レクシス・キング
ブライアン・ザカリー・ピルマン（Brian Zachary Pillman, 1993年9月9日 - ）は、アメリカ合衆国ケンタッキー州アーランガー出身のプロレスラー。WWEにてレクシス・キング（Lexis King）のリングネームで所属。

## 経歴

### 生い立ち
WCWなどで活躍したプロレスラー、ブライアン・ピルマンの息子として生まれる。4歳の時に父親が心臓発作により急逝。母親のメラニーは薬物依存症に陥っていたため、叔母のリンダに育てられた。
高校、大学時代はアメリカンフットボールに打ち込み、大学では情報システムを専攻していた。

### キャリア初期
2017年2月に父と同じくプロレスラーを目指すことを発表。ランス・ストームから指導を受け、12月18日にアレックス・キングのリングネーム（2人の姉アレクシス・リードとスカイラー・キングの名前を合わせたもの）でデビューした。
2018年1月28日にはCZWに参戦した。

### MLW
2018年末にMLWと契約。かつて父と抗争を繰り広げていたケビン・サリバンがメンターを務めていたが、後にサリバンを裏切って襲撃し、テディ・ハート、デイビーボーイ・スミス・ジュニアと共にヒールユニットを結成した。
2021年7月9日、契約満了により退団することが報じられた。

### AEW
2020年7月に新型コロナウイルスの影響でMLWが活動を休止し、その間はMLWの許可を受け、AEWに参戦するようになる。MLWを退団後の2021年7月9日にAEWと正式に契約した。
2023年7月11日、契約満了により退団した。

### WWE
2023年7月16日にWWEとトライアウトを行ったことが報じられ、8月下旬にNXTへ配属された。10月24日のPPV『NXTハロウィーン・ハボック』にて、レクシス・キングのリングネームでWWEで初の試合を行い、ダンテ・チェンに勝利した。12月9日のPLE『NXTデッドライン』でカーメロ・ヘイズに敗れ、WWEで初の敗北を喫した。
2024年にはNXT北米王座に二度挑戦したが、いずれも敗れた。

## 人物
4歳の時に父が急逝した後、薬物依存症に陥っていた母メラニーとの関係が悪化。父の死の翌日に放送されたWWE Raw is Warにてメラニーがインタビューを受けたが、ピルマンはメラニーが悲しんでいるふりをしていたと語っている。このインタビューは無神経な質問が多く、WWEはファンから批判されていたが、ピルマン自身は家族を経済的に支援してくれたことに感謝し、WWEを非難することはなかった。
プロレスラーとしてデビュー後、メラニーとの関係は徐々に改善し、ピルマンがTwitchで行った配信にメラニーが登場するなどしていたが、メラニーは2022年7月1日にオーバードースにより急逝した。

## 獲得タイトル
WWE
- NXTヘリテージ・カップ：1回

バトル・オン・ザ・ボーダー
- BOTBヘビー級王座：1回

インターナショナル・レスリング・カーテル
- IWCスーパー・インディ王座：1回

KFWレスリング
- KFW王座：1回

MLW
- MLW世界タッグチーム王座：1回

w / テディ・ハート、デイビーボーイ・スミス・ジュニア
オハイオ・バレー・レスリング
- OVWヘビー級王座：1回

スプリーム・レスリング
- スプリーム・ミッドアメリカ王座：1回

ウォリアー・レスリング
- ウォリアー・レスリング王座：1回

ワイルド・チャンピオンシップ・レスリング・アウトローズ
- WCWOヘビー級王座：1回

プロレスリング・イラストレーテッド
- 新人王（2019年）
- 現役プロレスラーTop500：135位（2021年）、140位（2020年）、353位（2022年）、368位（2024年）、411位（2019年）